# Disegno architettonico

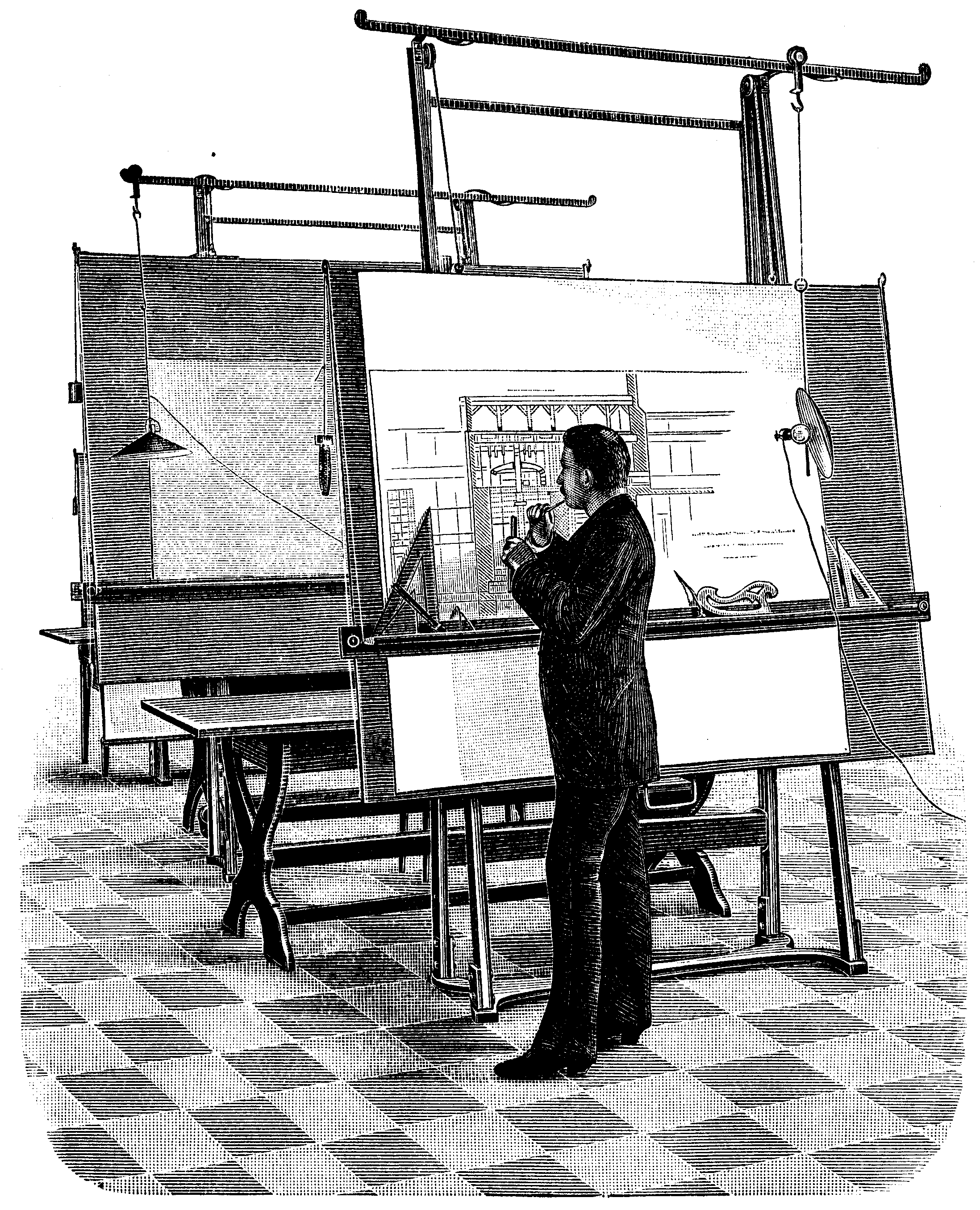
Architetto (illustrazione, 1893)

Il disegno architettonico è un tipo di disegno tecnico utilizzato per raffigurare un'opera edilizia, sia essa esistente, e quindi rilevandola, sia in fase progettuale, prevedendo diversi elaborati di progetto. Rappresentare un'architettura (dal senso etimologico del termine latino repraesentare, composto di praesentare, "presentare") è un'operazione di sintesi, che esprime la volontà di trasmettere una profonda conoscenza di un manufatto o di un elemento architettonico. Figura esperta nel disegno architettonico è l'architetto.
I corsi di scienza della rappresentazione nelle facoltà di architettura sono un insegnamento integrato in cui si studia il disegno, la geometria descrittiva e il rilievo architettonico.

## Progetto
Il progetto è un processo teorico messo per iscritto nel quale si prefigurano metodologicamente tutti quei processi che porteranno all'esecuzione di un'opera di architettura.
Di solito si avvale in larga misura di disegni e altre rappresentazioni architettoniche, inoltre incorpora valutazioni sui tempi, sui costi, su aspetti tecnici (materiali, organizzazione del cantiere, computo metrico estimativo, ecc).

## Tecniche

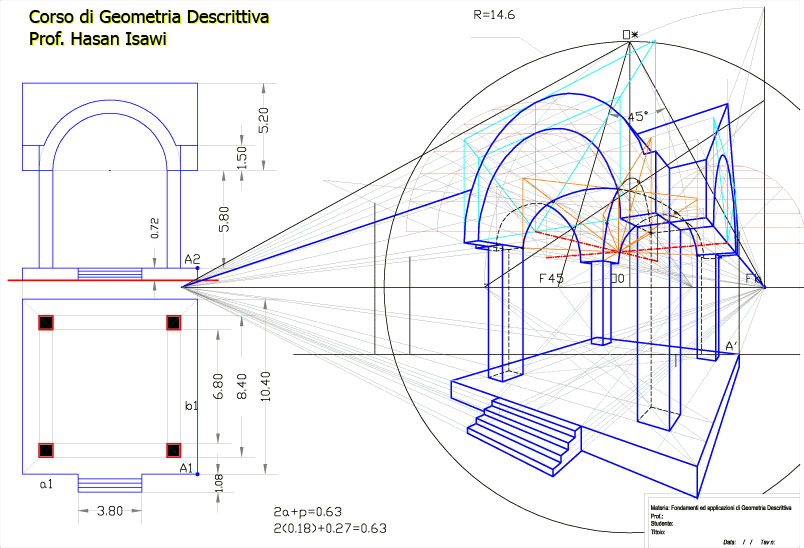
Prospetto, pianta e prospettiva a quadro verticale di una pedana sormontata da una copertura che ha per intradosso una volta a crociera e per estradosso una volta a botte sezionata da due falde inclinate

Essendo l'opera d'architettura una struttura complessa e articolata sulle tre dimensioni spaziali in larga scala, a differenza di altre forme artistiche quali per esempio la pittura e la scultura, non si presenta in maniera "completa" allo spettatore: per esempio un dipinto è fatto per essere visto standogli di fronte, una scultura può prevedere di girarci intorno, ma di un'architettura si possono avere solo delle impressioni parziali dell'insieme (ad esempio solo la facciata di un edificio, solo una stanza per volta, solo una veduta aerea) e solo con uno sforzo intellettivo possiamo valutare l'insieme di un complesso architettonico.
Le soluzioni di rappresentazione architettonica, siano esse fatte a mano o al computer, comprendono soluzioni:
- tecniche, tramite procedimenti di geometria descrittiva
- trtistiche, tramite schizzi o altri prodotti artistici
- modelli tridimensionali, digitali o materiali.

La geometria descrittiva è la scienza che permette, attraverso determinate costruzioni geometriche, di rappresentare in modo inequivocabile, su uno o più piani, oggetti bidimensionali e tridimensionali. La rappresentazione può essere finalizzata a visualizzare oggetti già esistenti, come nel rilievo, e/o di oggetti mentalmente concepiti, come nella progettazione di manufatti tridimensionali.
I metodi di rappresentazione (di prospettiva, di assonometria e di proiezioni ortogonali) della geometria descrittiva si basano principalmente su due operazioni fondamentali, dette operazioni di proiezione e sezione.
Gli assiomi della geometria descrittiva elementare sono sostanzialmente i postulati di Euclide, ma modificati dall'aggiunta della nozione di ente improprio (direzione, giacitura), secondo una costruzione analoga a quella della geometria proiettiva.
Attraverso la scelta di disegni che privilegiano taluni aspetti rispetto ad altri, si ha una vera e propria "operazione di conoscenza", più che una semplice raffigurazione dell'oggetto. Grazie all'uso delle proiezioni ortogonali, applicando delle convenzioni di rappresentazione, è possibile rappresentare qualsiasi oggetto dello spazio in un piano (il foglio), in modo oggettivo e accurato.
Tra le principali rappresentazioni architettoniche vi sono:
- La planimetria
- La pianta
- L'alzato
- L'assonometria
- La prospettiva

Attraverso operazioni di sezione possiamo giungere ad altre soluzioni grafiche come:
- Esploso
- Sezione prospettica
- Sezione assonometrica
- Spaccato assonometrico
- Spaccato prospettico

## Rilievo
Il rilievo è l'insieme delle operazioni destinate a determinare la forma e le dimensioni di un edificio.
Il fine è realizzare una serie di elaborati grafici (piante, sezioni, prospetti) che indichino più caratteristiche di un edificio possibili, premettendone una conoscenza il più ampia possibile.
Strumenti propri del rilievo diretto sono:
- Filo a piombo
- Livella
- Bussola
- Longimetro
- Distanziometro
- Triplometro
- Rotella metrica
- Strumenti allineatori
- Squadro agrimensorio
- Stazione totale

## Strumenti

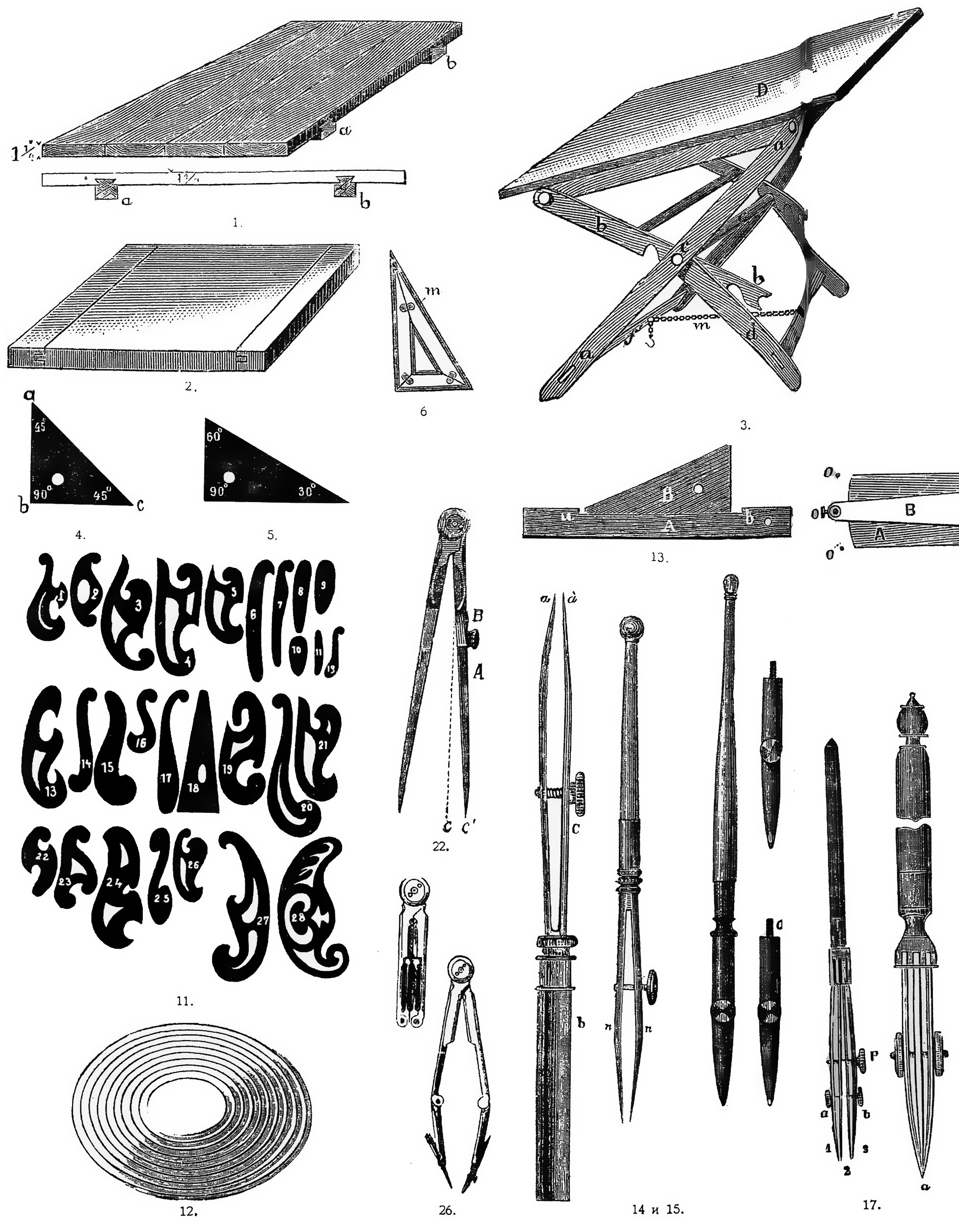
Alcuni strumenti utilizzati nel disegno tecnico.

- Matita:

Normalmente si usano matite di gradazione medio-dura (2H) per le linee fini e medie (HB) per le linee più spesse. Si possono utilizzare sia le tradizionali matite in legno, sia le matite formate da mina e portamina in metallo o plastica.  Per il disegno si utilizzano speciali matite dotate di mine calibrate per le diverse dimensioni delle linee da tracciare. Le matite per la finitura dei disegni o per il trasporto su carta da lucidi (lucidatura) possono essere sia ricaricabili sia di tipo "usa e getta". Per la cancellazione degli errori e delle linee di costruzioni si usano gomme da matita, o eventualmente lamette o graffietti per i tratti di mina più resistenti.
- Riga:

Le righe per il disegno tecnico sono in genere di misura compresa tra i 50 e i 100 cm, hanno un lato millimetrato e sull'altro lato portano scanalature o scalini per facilitare la scrittura con le penne a china. Il materiale costruttivo delle righe è normalmente sintetico, ma si possono trovare anche in lega leggera o ancora in legno.
- Squadre:

Le squadre per il disegno tecnico sono in genere due, una con gli angoli uguali a 45° e una con gli angoli di 30° e 60°; hanno un lato millimetrato e su un lato portano scanalature o scalini per facilitare la scrittura. Le misure del lato millimetrato sono molteplici da 10 cm a oltre 1m. Il materiale costruttivo delle squadre è normalmente sintetico, ma si possono trovare anche squadre in lega leggera o ancora in legno. È spesso utilizzata assieme alla riga per tracciare segmenti perpendicolari o incidenti secondo gli angoli di uso corrente, rette parallele, verifiche di ortogonalità, ecc.
- Normografo:

Per la quotatura e le scritte del disegno eseguito a mano viene solitamente utilizzato un normografo, utilizzando caratteri la cui dimensione non sia eccessiva rispetto al resto del progetto. Resta comunque possibile, se il disegnatore è abile, effettuare tutte le scritture a mano libera o con l'aiuto di una riga guida. Esistono anche normografi adatti alla riproduzione di simboli ricorrenti quali valvole idrauliche e pneumatiche, componenti di impianti ecc.
- Compasso:

Adoperato, assieme al righello e alle squadre, sia nella costruzione di figure geometriche complesse sia nel disegno di circonferenze e archi. Per gli altri generi di curve del secondo ordine si adoperano speciali compassi, detti perfetti. Formato da due aste, lignee o metalliche, solitamente di uguale lunghezza, articolate nella parte alta tramite un semplice sistema a due ruote dentate. Alla base delle due aste, qualche volta allungabili, si possono trovare strumenti diversi, in dipendenza della funzione riservata al compasso: essi sono comunque costantemente costituiti da un sistema fissante (ago o ventosa) e da uno scrivente (mina di grafite, gessetto, pennarello o pennino di china).
- Curvilineo:

Utilizzato per disegnare curve a centro variabile non realizzabili con il compasso. Può essere rigido o flessibile.
- Tecnigrafo:

Il tecnigrafo è uno strumento di assistenza al disegno tecnico composto da una squadra (o coppia di righelli vincolati in maniera ortogonale) montata su un goniometro che ne consente la rotazione angolare.
- Tavolo da disegno

È un tavolo regolabile che consente la corretta posizione operativa al disegnatore.

## Software tecnici
L'architetto può avvalersi di appositi software di disegno.
Tra questi troviamo:
- ArchiCAD
- AutoCAD
- Cinema 4D
- Rhinoceros
- Maya
- Revit
- 3D Studio Max